# Cerkiew Narodzenia Matki Bożej w Tallinnie
Cerkiew Narodzenia Matki Bożej, określana także jako cerkiew Kazańskiej Ikony Matki Bożej – prawosławna cerkiew w Tallinnie, w jurysdykcji eparchii tallińskiej Estońskiego Kościoła Prawosławnego, wzniesiona w 1721. 

## Historia
Cerkiew została wzniesiona w 1721 i wyświęcona 8 września tego samego roku z inicjatywy pułkownika Szachowskiego. Świątyni nadano wezwanie Narodzenia Matki Bożej, jednak popularnie obiekt sakralny znany był także jako cerkiew Kazańskiej Ikony Matki Bożej od przechowywanej w niej kopii cudotwórczej Kazańskiej Ikony Matki Bożej przekazanej do świątyni z Petersburga. Budowla była cerkwią pułkową 21 i 3 pułków jegrów oraz 91 Dźwińskiego pułku piechoty. W związku z tym na ścianach świątyni znajdowały się tablice ku pamięci żołnierzy poległych na kolejnych wojnach toczonych przez Rosję z Turcją, podczas wojny z Francją w 1812 oraz podczas wojny rosyjsko-japońskiej. W XIX w. częściowo przebudowano strukturę kopuły cerkwi oraz przekształcono wygląd fasad w stylu klasycystycznym.
W 1918 władze niemieckie zajmujące terytorium obecnej Estonii zamierzały przekształcić cerkiew na magazyn, ostatecznie jednak tych planów nie zrealizowano. W niepodległej Estonii w okresie międzywojennym świątynia funkcjonowała jako parafialna. Była czynna również po II wojnie światowej. W latach 70. XX wieku budowlę kilkakrotnie okradziono.
W cerkwi jako diakon służył późniejszy metropolita talliński i estoński Korneliusz, zaś późniejszy patriarcha moskiewski i całej Rusi Aleksy II był w niej psalmistą.

## Architektura

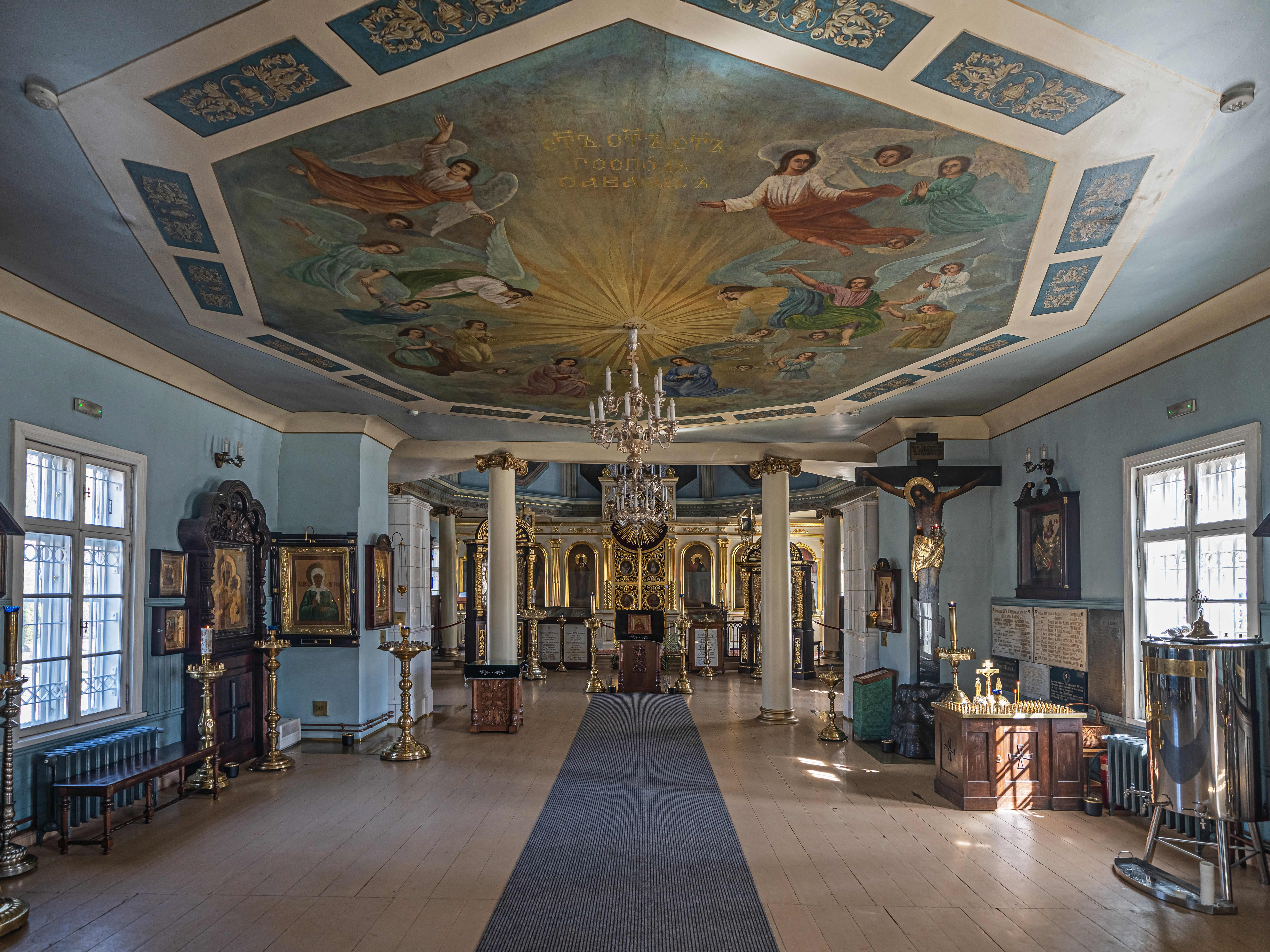
Wnętrze cerkwi

Budowla drewniana, wzniesiona na planie krzyża w stylu barokowym. Posiada jedną usadowioną na ośmiobocznym bębnie kopułę. Nad przedsionkiem czworoboczna wieża-dzwonnica, zwieńczona cebulasto-iglicowym hełmem z latarnią. Prezbiterium zamknięte trójbocznie, z boczną zakrystią. Od czasu przebudowy w XIX w. elewacje obiektu utrzymane są w stylu klasycystycznym. 
Ikonostas we wnętrzu cerkwi wykonał Sawwa Postiemski.